# 尾崎かまぼこ館
尾崎かまぼこ館（おざきかまぼこかん）は、富山県魚津市にある企業博物館。尾崎商会（1953年創業、1965年設立）の運営で、1993年3月に着工、1994年3月14日にオープンした。それまでは新幹線車両をデザインしたレストラン「こだま」（1972年開業）が運営されていて、同施設と本社工場（1969年建設）を取り壊した上で1993年3月に着工、翌1994年3月10日に落成披露された。

## 概要
魚津市の特産品である蒲鉾を紹介する博物館である。地上5階建てで、大型バス30台対応の駐車スペースを設け、総敷地面積6,150m2、総工費約8億円、設計・整理は澤井建築事務所、施工は熊谷組であった。蒲鉾の歴史などを紹介している。中は蒲鉾工場にもなっていて、製造工程をガラス越しに見学できる。細工蒲鉾の技もビデオで紹介されている。
また、1階は工場（創業時からの竹輪製造の第二工場も含む）と売店（150坪〔約70m2〕）で構成されていて、売店では各種蒲鉾や水産加工品などが販売されている。2階は吹き抜きで製造工程を見学出来るコース、展示スペース、PRルーム、3階が事務部門となっている。
2000年には、平成12年度の食品衛生優良施設の厚生大臣賞に選ばれた。

## 交通
- 車 - E8 北陸道 魚津ICより車で約5分（富山県道135号富山滑川魚津線）
- 鉄道 - 魚津駅より車で約5分